# Ribeira da Varziela
A ribeira da Varziela é uma ribeira de Portugal, que nasce no planalto de Castro Laboreiro, na serra da Peneda, cerca de um quilómetro a leste da Branda de Portos. No início do seu percurso é chamada pelo nome local, Corga dos Portos, vindo a desaguar, já como ribeira da Varziela, no rio Castro Laboreiro, junto à vila de mesmo nome.
Pertence à bacia hidrográfica do rio Lima e à região hidrográfica do Minho e Lima.
Tem um comprimento aproximado de 4,2 km e uma área de bacia de aproximadamente 14,1 km².

## Afluentes
- Corga das Lapas[3]

## Pontes sobre a ribeira da Varziela
Sobre a ribeira da Varziela podemos encontrar várias pontes, algumas com importância histórica, das quais se destaca:
- Ponte de Varziela